# Gryllopsis aptera
Gryllopsis aptera är en insektsart som beskrevs av Lucien Chopard 1961. Gryllopsis aptera ingår i släktet Gryllopsis och familjen syrsor. Inga underarter finns listade i Catalogue of Life.